# 山岳帽

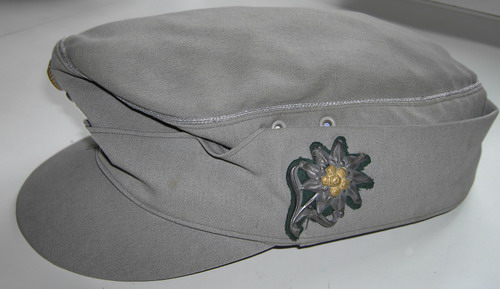
ドイツ連邦軍山岳兵の山岳帽。

山岳帽（ドイツ語: Bergmütze）とは、オーストリア＝ハンガリー帝国で軍用の戦闘帽として考案された帽子である。ドイツ語ではスキー帽（ドイツ語: Skimütze）、灰色帽（ドイツ語: Graumütze）などとも呼ばれる。現在まで様々な国で軍隊を始めとする諸機関に広く使用されている。

## 概要
あらゆる天候で着用しうる帽子として設計されており、元々はフェルトや毛織物の布地から作られていた。その後、撥水性を高めたり汚れを防いだりするためにテント布（Zeltstoff）、太綾布（Drillich）、モールスキン、ゴム引布などを用いたものも作られた。三日月形をしたひさしは芯などで補強されていることが多い。天井部分は丸く裁断されており、おおむね平坦である。耳や首を保護する折畳式の覆いを備えるのも特徴である。これを大きくして防寒性を高めたものも多く、例えばフィンランド軍が採用したM36野戦帽（Kenttälakki M36）では、広げた覆いの裾を外套に押し込み首元まで保護することができた。また、強風時などには覆いを押し下げてあご紐の代わりにすることもあった。畳んだ覆いは帽の前面で止められている。固定には金属ないしプラスチック製のボタンが用いられることが多いが、特に民間の商品では取り外ししやすいピンなどが用いられることもある。現在では覆いが簡略化され、実際には広がらない装飾になっているものや、そもそも設けられていないものもある。
第二次世界大戦中、ドイツ国防軍は山岳帽のデザインを取り入れた戦闘帽を多数考案した。これらは生産性を高めるために材料や裁断方法が改められていた。

## 歴史

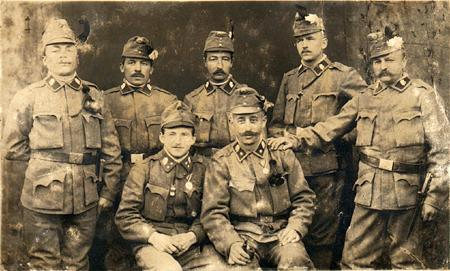
第一次世界大戦中に撮影されたオーストリア＝ハンガリー帝国軍の兵士。山岳帽を着用している。

### オーストリア
1868年、オーストリア＝ハンガリー帝国軍の新しい野戦軍装（Feldadjustierung）規定において、歩兵、砲兵、騎兵共通の野戦帽（Feldkappe）として山岳帽が採用された。この時点で特徴的な防寒覆いを備えていた。1871年、ひさしを革で補強した新型野戦帽が歩兵および砲兵向けに採用された。

### ドイツ
ドイツでは第一次世界大戦後、民間のスポーツ用品として持ち込まれたことで普及が始まった。第二次世界大戦直前には緑灰色の山岳帽を軍が正式に採用している。1941年、ドイツアフリカ軍団向けの装備として、山岳帽のデザインを踏襲した野戦帽が採用された。1943年、これをさらに改良したM43野戦帽が全軍共通装備として採用された。
1945年の敗戦後、多くの復員兵らが官給品の野戦帽を作業帽に転用し使い続けたほか、民間では様々な山岳帽の製造・販売が行われた。現在でもドイツの農家や林業者は作業帽として山岳帽を使用している。1949年に西ドイツが建国されると、多数の政府および民間団体が作業服の一部として山岳帽を採用した。現在、作業帽としては野球帽も広く使用されている。
ドイツ連邦軍ではベレー帽が普及するまで、山岳帽のデザインを受け継いだ略帽が広く使われていた。現在では山岳兵部隊が伝統的な山岳帽を着用するほか、山岳帽のデザインを取り入れた作業帽（Arbeitsmütze）が全軍で広く使用されている。

### フィンランド
フィンランド国防軍においては、1936年にM36野戦帽（Kenttälakki M36）として採用された。M36には色や布地の違いによるいくつかのバリエーションがあった。1939年には細部を変更したM39野戦帽が採用され、以後長らく使用された。1991年には迷彩が施されたM91野戦帽が採用されている。

### 中華民国
中独合作の一環として実施されたドイツ人顧問による軍事指導の影響を受け、民国24年（1935年）に公布された陸軍服制条例により山岳帽が国民革命軍の装備として採用された。生地色は軍服と同様に黄土色（地方軍では青灰色の生地も用いられた）が指定され、青天白日の帽章を取り付けて着用した。

## 画像

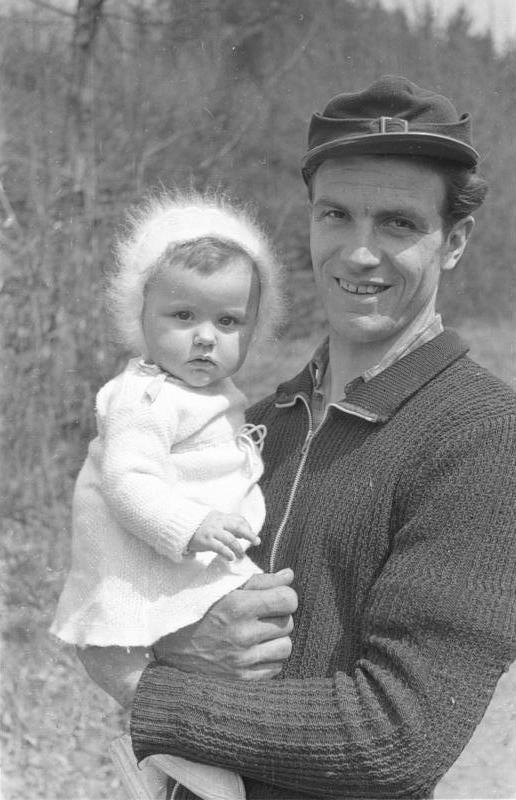
山岳帽を被る男性。ボタンではなくバックルで覆いを固定するタイプ（1949年）
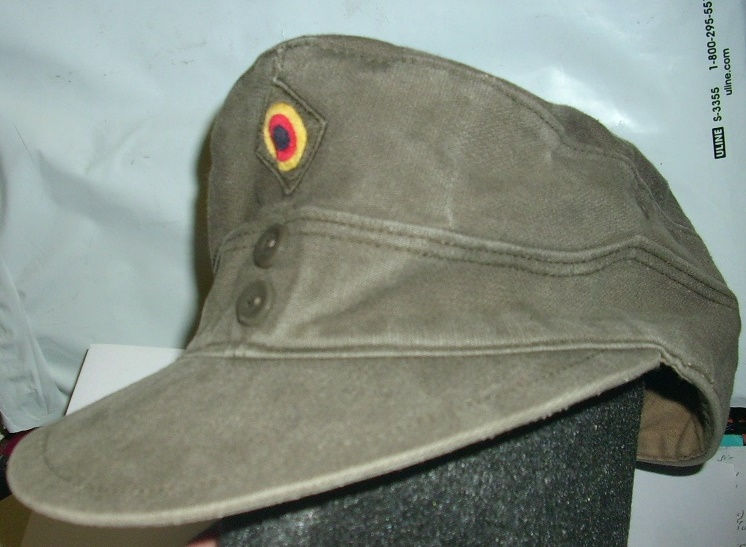
1980年代に使用されたドイツ連邦軍の野戦帽。布地はオリーブグリーンのコットン製で山岳帽のデザインが取り入れられているが、覆いは装飾である。
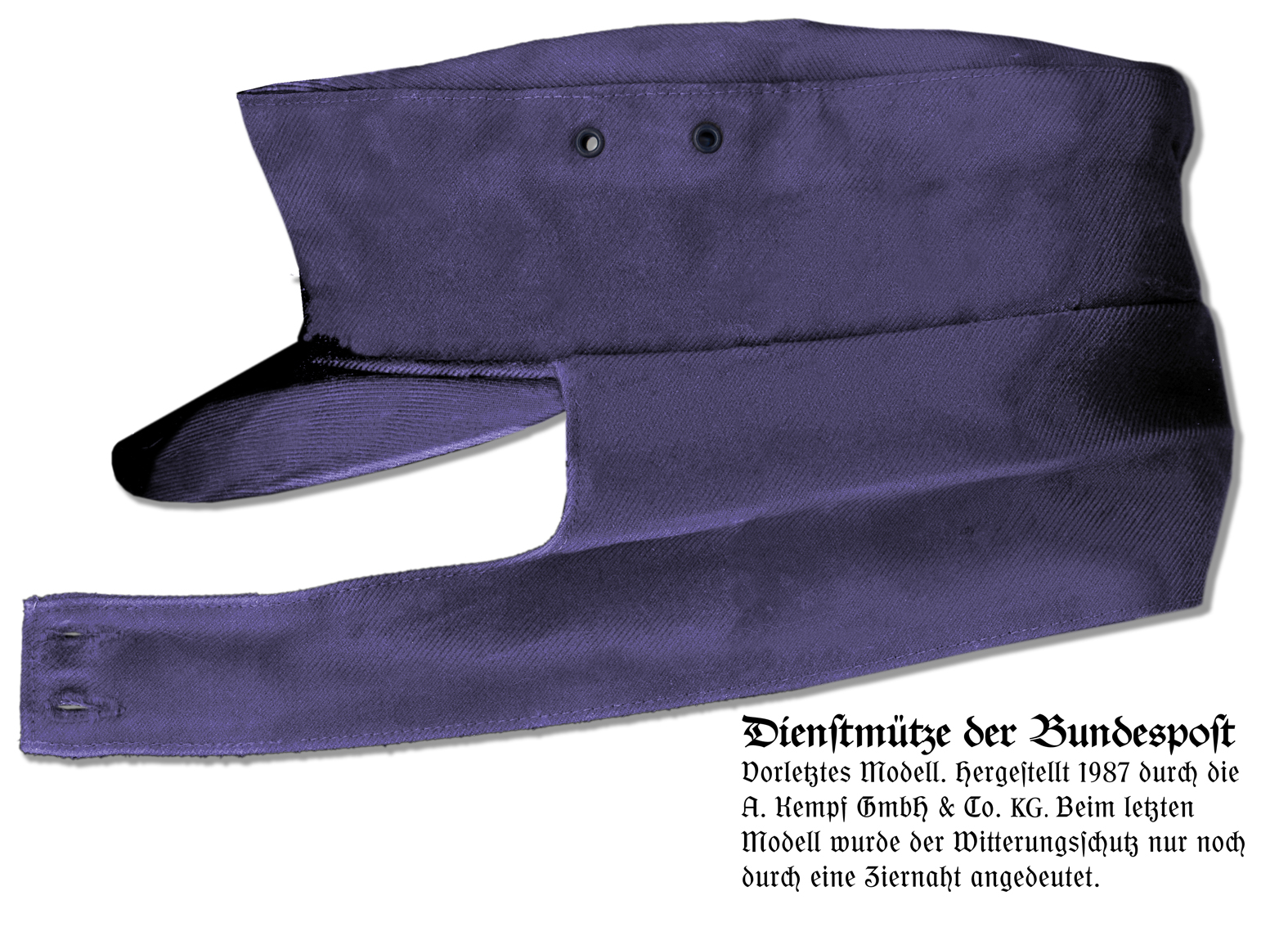
山岳帽の形状を踏襲したドイツ連邦郵便（ドイツ語版）の帽子。覆いを開いた状態。
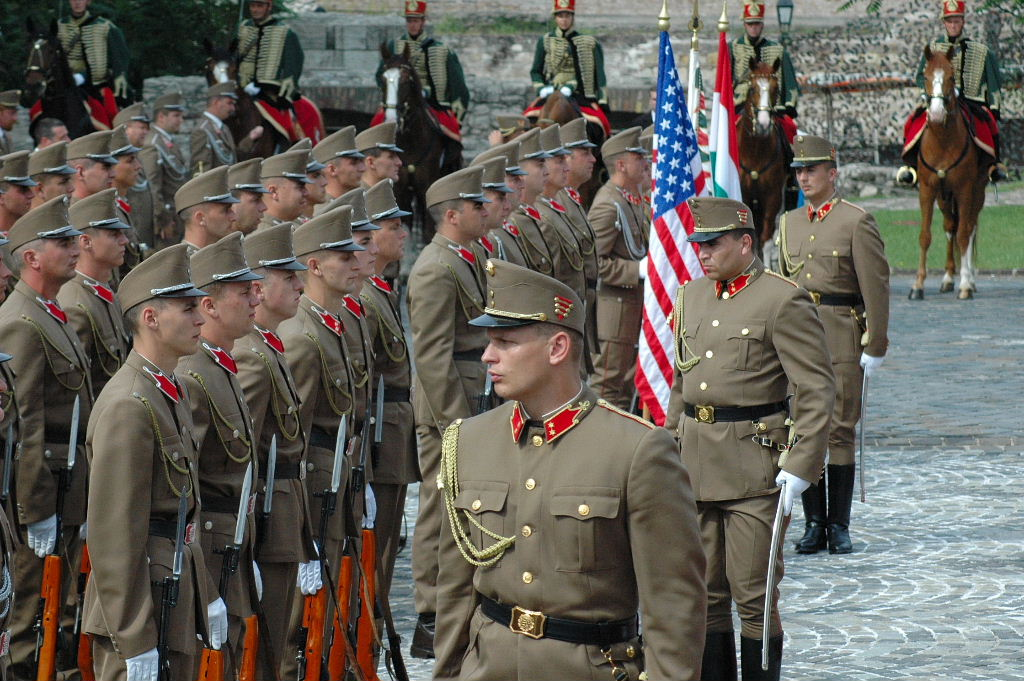
ハンガリー軍の式典。制帽のデザインは山岳帽を踏襲している（2006年）
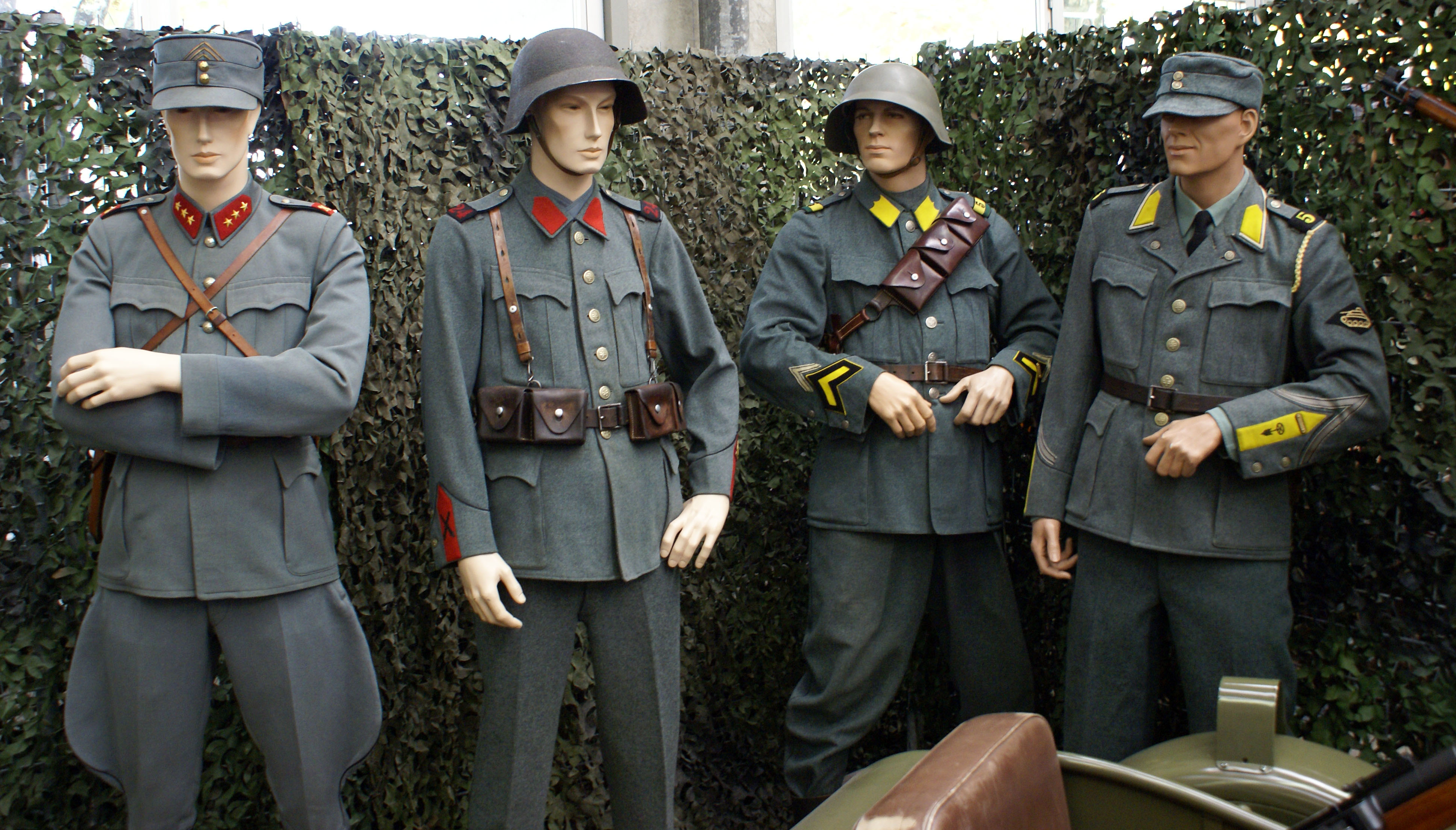
1930年代のスイス軍の制服。
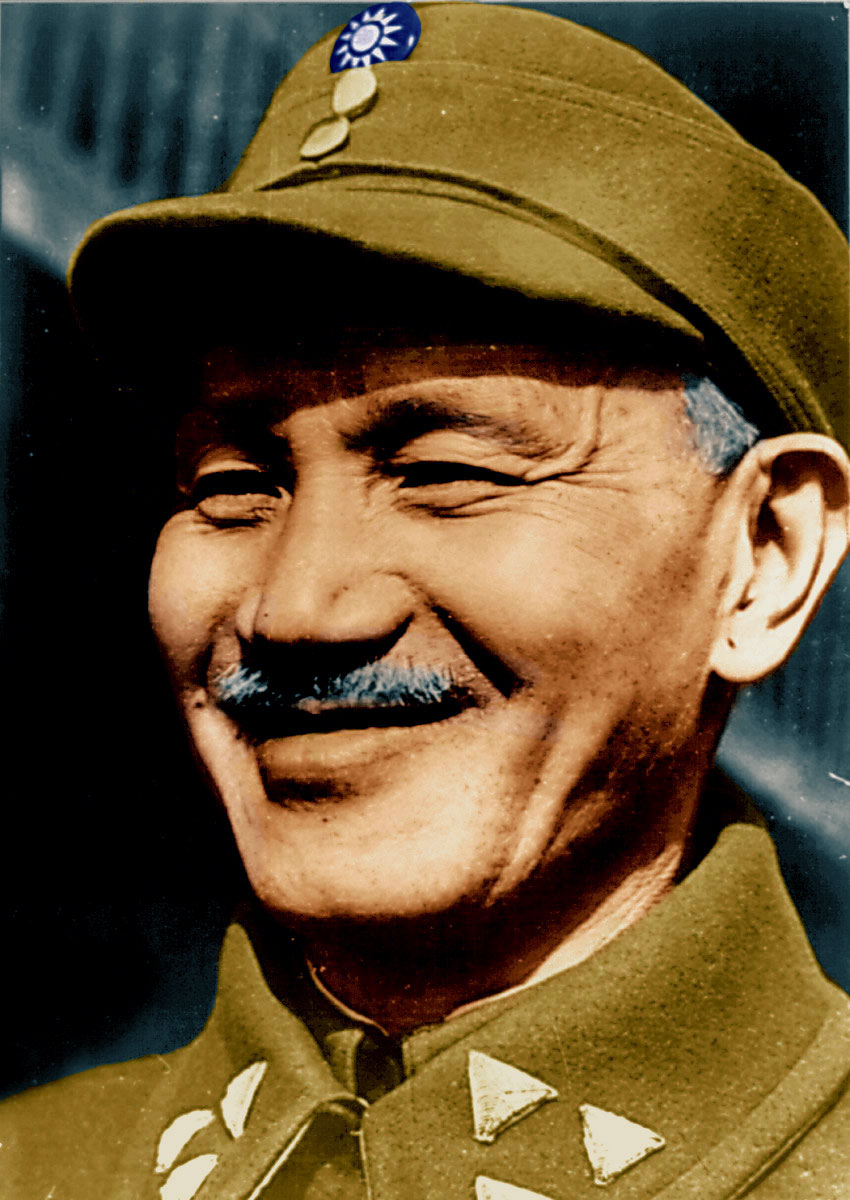
中華民国の蔣介石総統（1945年）
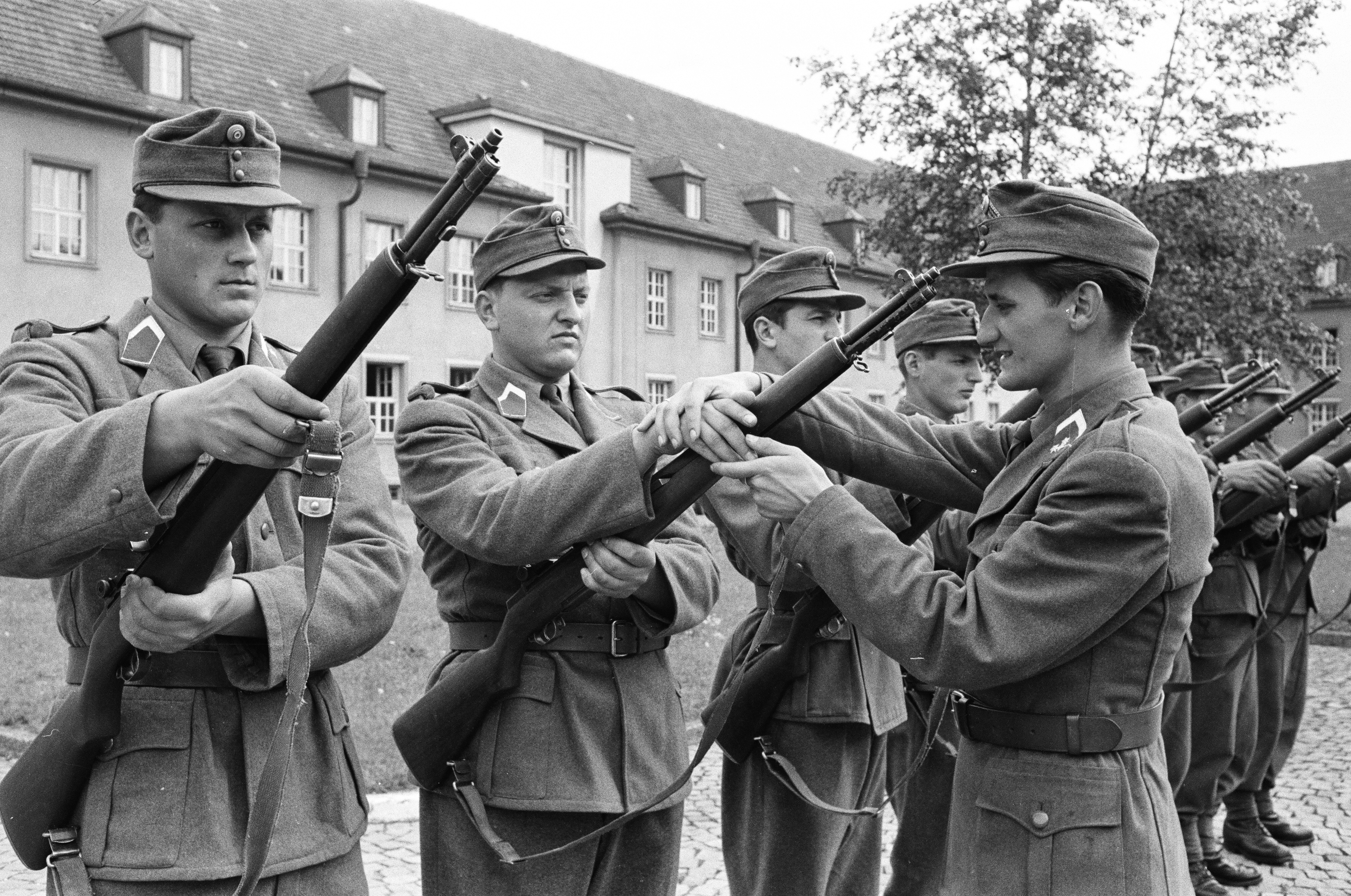
第二次世界大戦後のオーストリア連邦軍の兵士。
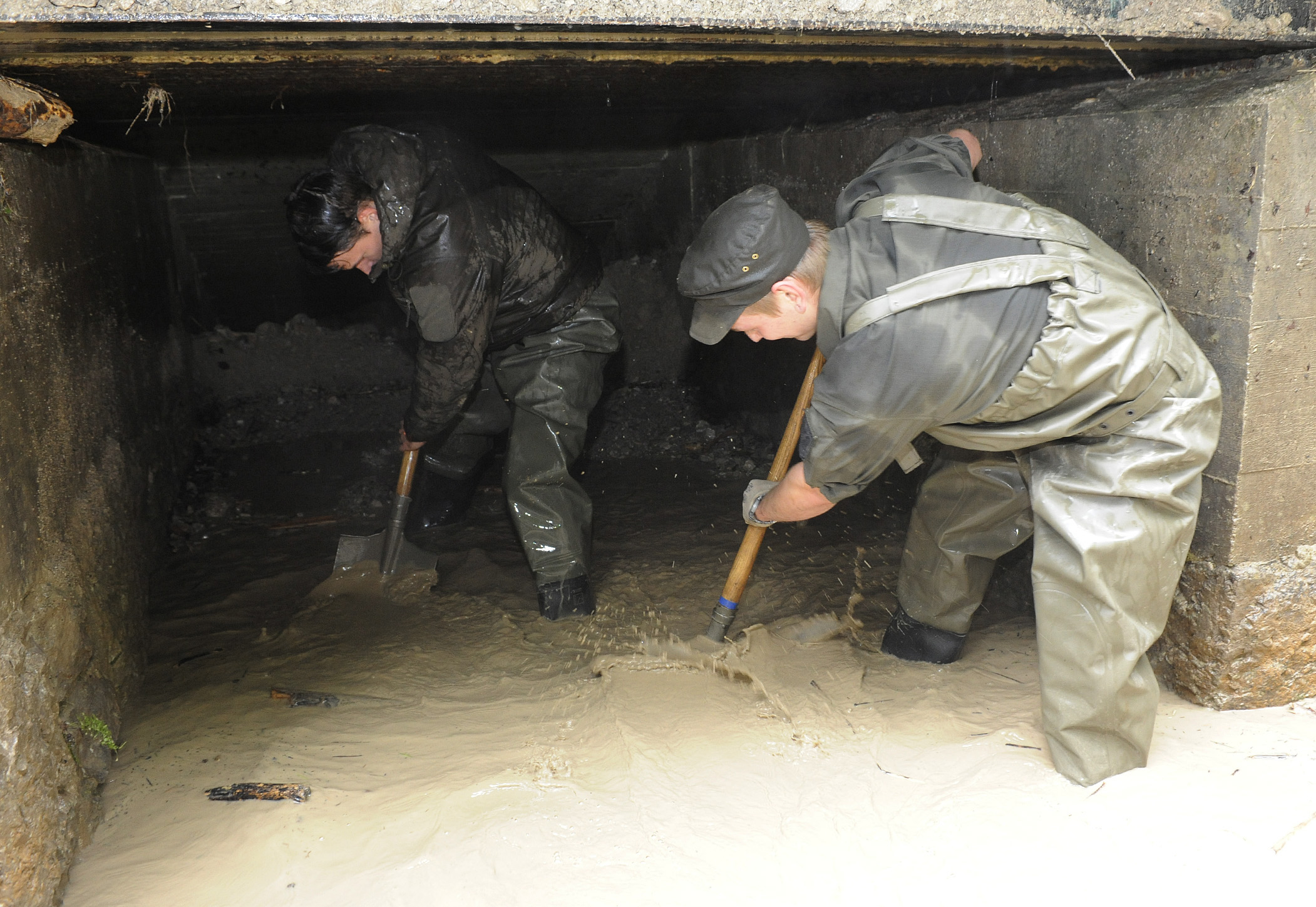
洪水後の復旧にあたるオーストリア連邦軍の兵士（2014年）
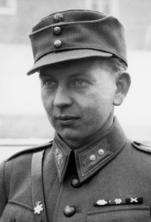
第二次世界大戦中のフィンランド軍将校（ニーロ・コルホネン（フィンランド語版））
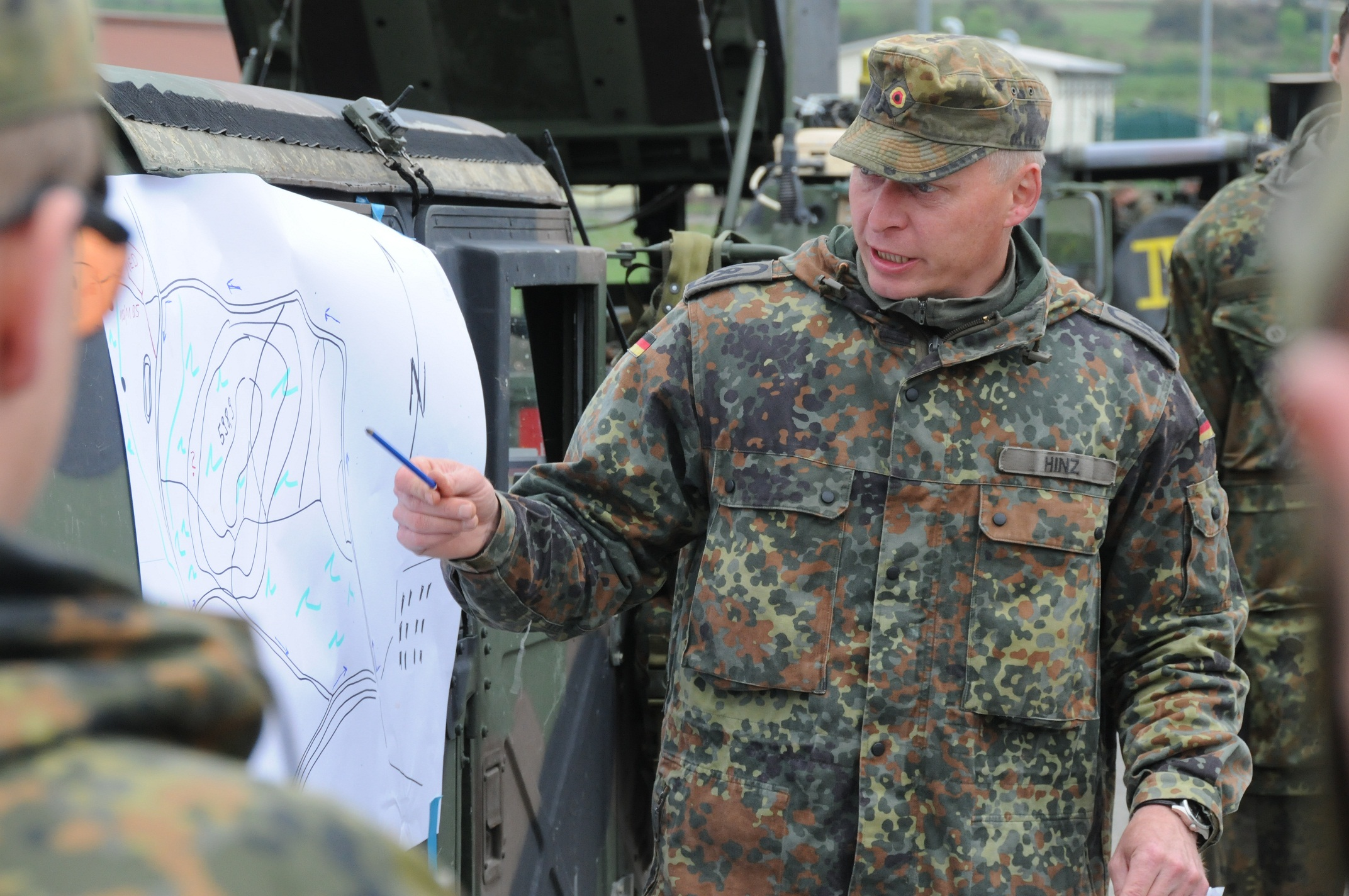
迷彩野戦服姿のドイツ連邦陸軍下士官。（2012年）